# Francisc Zavoda
Francisc „Feri“ Zavoda (* 14. April 1927 in Rodna Veche; † 11. Juli 2011) war ein rumänischer Fußballspieler und -trainer. Er bestritt 190 Partien in der höchsten rumänischen Spielklasse, der Divizia A.

## Karriere

### Karriere als Spieler
Zavoda begann mit dem Fußballspielen bei Phoenix Baia Mare, wo er im Jahr 1947 in die erste Mannschaft aufrückte, die seinerzeit in der zweithöchsten rumänischen Spielklasse, der Divizia B, aktiv war. Nachdem er mit Phoenix am Ende der Saison den Aufstieg in die Divizia A knapp verpasst hatte, wechselte er in die Hauptstadt zu CFR Bukarest (später Rapid Bukarest). Am 21. August 1948 gab er seinen Einstand in der Divizia A, wobei ihm sogleich ein Tor gelang. Mit CFR schaffte er in der Saison 1948/49 die Vizemeisterschaft hinter ICO Oradea.
Vor Beginn der Saison 1950 schloss sich Zavoda CCA Bukarest (dem späteren Steaua Bukarest) an. Mit CCA konnte er in den 1950er-Jahren die ersten Erfolge des Vereins feiern, als er fünf Mal die rumänische Meisterschaft und viermal den rumänischen Pokal gewinnen konnte. Dabei kam er – abgesehen von den ersten Jahren – nicht regelmäßig zum Einsatz und nur auf gut die Hälfte der möglichen Spiele. Zavoda blieb CCA zehn Jahre lang treu, bevor er im Jahr 1960 zum Lokalrivalen Academia Militară Bukarest in die Divizia B wechselte und dort im Jahr 1961 seine Karriere beendete.

### Karriere in der Nationalmannschaft
Francisc Zavoda bestritt acht Spiele für die rumänische Fußballnationalmannschaft, erzielte jedoch kein Tor. Sein Debüt hatte er am 20. Mai 1951 gegen die Tschechoslowakei. Bei den Olympischen Spielen 1952 gehörte Zavoda zum rumänischen Aufgebot, wurde aber von Trainer Gheorghe Popescu bei keinem einzigen Spiel eingesetzt.

## Karriere als Trainer
Nach dem Ende seiner aktiven Laufbahn arbeitete Zavoda von 1962 bis 1963 als Trainer der Junioren-Nationalmannschaft und von 1964 bis 1966 als Trainerassistent unter Ilie Savu bei Steaua Bukarest. 1969 absolvierte Zavoda die Technische Militärakademie Bukarest und widmete sich anderen beruflichen Aufgaben. In das Traineramt kehrte er nur noch sporadisch zurück: in der Saison 1979/80 und für die letzten Spieltage der Saison 1985/86 war er Cheftrainer bei AS Armata Târgu Mureș, 1983 betreute er Progresul Brăila.

## Erfolge als Spieler
- Rumänischer Meister: 1951, 1952, 1953, 1956, 1960
- Rumänischer Pokalsieger: 1950, 1951, 1952, 1955

## Sonstiges
Francisc Zavoda ist der ältere Bruder von Vasile Zavoda, mit dem er neun Jahre lang gemeinsam bei CCA Bukarest spielte und mit dem er in sechs seiner Länderspiele gemeinsam auf dem Platz stand. Zur Unterscheidung von seinem Bruder wurde er in der rumänischen Sportpresse auch als Zavoda I geführt. Zavoda wohnt in Baia Mare und galt 2008 als ältester noch lebender rumänischer Nationalspieler. Er ist Meister des Sports.